# Príncipe do Grão-Pará
Príncipe do Grão-Pará foi o título nobiliárquico do primogênito do herdeiro presuntivo do trono do Império do Brasil. Foi criado durante o Primeiro Reinado do Império do Brasil, e concedido oficialmente somente três vezes ao longo de sua história. Após o Golpe que Proclamou á República, em 15 de novembro de 1889, o título continuou a ser usado pelos descendentes da família imperial brasileira, de jure e sem qualquer reconhecimento no Brasil.
O título fazia referência à então maior província do Império brasileiro, o Grão-Pará. Mais do que isso, contudo, o título simbolizava a integridade do Império, que compreendia em sua totalidade os antigos Estado do Brasil e Estado do Maranhão, posteriormente denominado Estado do Grão-Pará. Era reservado ao segundo na linha de sucessão ao trono brasileiro, segundo o art. 105. da Constituição de 1824:
Art. 105. O Herdeiro presumptivo do Imperio terá o Titulo de "Principe Imperial" e o seu Primogenito o de "Principe do Grão Pará" todos os mais terão o de "Principes". O tratamento do Herdeiro presumptivo será o de "Alteza Imperial" e o mesmo será o do Principe do Grão Pará: os outros Principes terão o Tratamento de Alteza.
Embora tenha começado a ser usado logo a partir da independência do Brasil do Reino Unido de Portugal, Brasil e Algarves, só foi definido legalmente por meio da constituição imperial brasileira de 1824, a primeira constituição do Brasil, sendo a honraria concedida ao primogênito do então príncipe imperial do Brasil, até que este assumisse o trono ou falecesse.
O título acabou revogado em definitivo, juntamente com todos os demais títulos nobiliárquicos existentes no Brasil, pela Constituição brasileira de 1891.

## Histórico
A primeira pessoa a usá-lo foi Maria da Glória de Bragança, filha mais velha de Pedro I do Brasil. Até 1822 fora a Princesa da Beira (na qualidade de herdeira de Pedro, até então Príncipe Real do Reino Unido de Portugal, Brasil e Algarves, e portanto segunda na linha de sucessão ao trono português); mas após a proclamação da independência brasileira, em 12 de outubro de 1822, viu o seu título transmutado no de princesa imperial do Brasil, como herdeira do trono brasileiro. Usufruiu deste novo estatuto até 2 de dezembro de 1825, quando nasceu o seu irmão mais novo, Pedro de Alcântara, altura em que foi atribuído a Maria da Glória o título de princesa do Grão-Pará; embora a regulamentação dos títulos da família imperial tenha sido claramente definida pela Constituição brasileira de 1824, a verdade é que o título agora atribuído àquela que era a segunda na linha de sucessão ao trono brasileiro (Maria da Glória, embora filha mais velha, fora preterida pela varonia de Pedro de Alcântara, o agora príncipe imperial) constituía uma irregularidade, ao abrigo do disposto na constituição.
Talvez seu pai, o imperador, pretendesse desta forma honrar a sua filha mais velha, já que apenas a um eventual filho do príncipe imperial caberia o título de príncipe do Grão-Pará; de qualquer forma, Maria da Glória usufruiu por pouco tempo do novo título (apenas seis meses), já que no exacto dia em que Pedro I abdicou nela dos seus direitos ao trono português (2 de maio de 1826), tornou-a Rainha de Portugal, com o nome de Maria II (o que equivalia à renúncia a todos os seus títulos brasileiros), conforme se lê do seu instrumento de renúncia aos seus direitos à Coroa Portuguesa:
Pedro por Graça de Deos, Rei de Portugal, e dos Algarves, d’aquem, e d’além mar, em Africa, senhor de Guiné, da Conquista, Navegação, e Commercio, da Ethiopia, Arabia, Persia, e da India etc. Faço saber a todos os Meus Subditos Portuguezes, que sendo incompativel com os interesses do Imperio do Brazil, e os do Reino de Portugal, que Eu continue a ser Rei de Portugal, Algarves, e seus Dominios e Querendo Felicitar aos ditos Reinos quanto em Mim Couber: Hei por bem, de Meu moto proprio, e livre vontade, Abdicar, e Ceder de todos os indisputaveis, e inauferiveis Direitos, que Tenho à Coroa da Monarquia Portugueza, e à Soberania dos mesmos Reinos, na Pessoa da Minha sobre todas muito amada, prezada, e querida Filha, a Princeza do Grão Pará Maria da Gloria, para que Ella como Sua Rainha Reinante, os Governe independentes deste Imperio, e pela Constituição, que Eu Houve por bem Decretar, Dar, e Mandar jurar por Minha Carta de Lei de vinte e nove de Abril do corrente anno…
Em virtude do preceito constitucional, não foi designado um novo príncipe do Grão-Pará, visto que apenas ao primogênito do príncipe imperial poderia esse título ser atribuído (pese embora o precedente aberto pela concessão do título à irmã mais velha do Príncipe Imperial); contudo, à data, Pedro de Alcântara tinha apenas seis meses. Com efeito, quando Pedro de Alcântara tem seu primeiro filho é já imperador do Brasil, sob o nome de Pedro II, legando a Afonso Pedro o título de príncipe imperial; mas este morreria, bem como seu irmão mais novo, o também Príncipe Imperial Pedro Afonso, ainda criança.
Já Isabel Leopoldina de Bragança, quando dá à luz seu primogênito, Pedro de Alcântara, é ainda a princesa imperial, pelo que aquele é investido na dignidade de príncipe do Grão-Pará; porém, poucos meses depois, a princesa assume a chefia da Casa Imperial, sendo seu filho elevado a príncipe imperial. Deve-se notar que houve ainda uma filha de Isabel que nascera antes de Pedro de Alcântara, Luísa Vitória, cuja dignidade de princesa do Grão-Pará não foi oficialmente concedida, visto ter sido natimorta. É-lhe válida a putação do principado, todavia, na medida em que à altura do nascimento de Luísa Vitória esta era a primogênita da princesa imperial -- Isabel.

## Período pós-monárquico
Em seu art. 72, a Constituição brasileira de 1891 extinguiu o título de Príncipe do Grão-Pará ao estabelecer, em definitivo, que "todos são iguais perante a lei" (§ 2º) e que, portanto, "a República não admite privilégios de nascimento, desconhece foros de nobreza e extingue as ordens honoríficas existentes e todas as suas prerrogativas e regalias, bem como os títulos nobiliárquicos e de conselho". Contudo, conforme a literatura honorífica brasileira, na república, assim como em outros países também se concede honrarias denominativas como oficial, cavaleiro, grande-oficial, comendador, grã-cruz, grão-mestre e outros por meio das comendas e ordens honorificas nacionais como a Ordem Nacional do Cruzeiro do Sul e estaduais como a Ordem do Ipiranga.

## Príncipes do Grão-Pará
| Nome                                                                 | Retrato | Nascimento                                                            | Casa               | Morte                          | Qualidade                                                                                            |
| -------------------------------------------------------------------- | ------- | --------------------------------------------------------------------- | ------------------ | ------------------------------ | --- |
| Maria da Glória 2 de dezembro de 1825 – 2 de maio de 1826 (ascensão) |         | 4 de abril de 1819 filha de Pedro I e Maria Leopoldina da Áustria     | Bragança           | 15 de novembro de 1853 34 anos | Segunda na linha da sucessão ao trono, como irmã mais velha do príncipe imperial Pedro de Alcântara. |
| Luísa Vitória 28 de julho de 1874                                    |         | 28 de julho de 1874 filha de Gastão de Orléans e Isabel de Bragança   | Orléans e Bragança | 28 de julho de 1874 natimorta  | Primogênita da princesa imperial Isabel, ainda que natimorta.                                        |
| Pedro de Alcântara 15 de outubro de 1875 – 15 de novembro de 1889    |         | 15 de outubro de 1875 filho de Gastão de Orléans e Isabel de Bragança | Orléans e Bragança | 29 de janeiro de 1940 64 anos  | Primogênito da princesa imperial Isabel.                                                             |